# جاكر سامبسون
جاكر سامبسون (بالإنجليزية: JaKarr Sampson)‏ مواليد 20 مارس 1993 في كليفلاند، هو لاعب كرة سلة محترف أمريكي بدأ مسيرته الاحترافية في سنة 2014 يلعب مع فريق دنفر ناغتس في الرابطة الوطنية لكرة السلة ويحمل الرقم 9. يبلغ طوله 6 قدم 9 بوصة (2.1 م).

## إحصائيات المسيرة

### الموسم الاعتيادي
| السنة   | الفريق                 | لعب | بدأ | دقيقة | ميداني% | ثلاثية | حرة  | ارتداد | صنع | استلاب | تصدي | نقطة |
| ------- | ---------------------- | --- | --- | ----- | ------- | ------ | ---- | ------ | --- | ------ | ---- | ---- |
| 2014–15 | فيلادلفيا سفنتي سيكسرز | 74  | 32  | 15.3  | .422    | .244   | .670 | 2.2    | 1.0 | .5     | .4   | 5.2  |
| 2015–16 | فيلادلفيا سفنتي سيكسرز | 47  | 18  | 14.7  | .426    | .176   | .639 | 2.7    | .6  | .2     | .3   | 5.1  |
| 2015–16 | دنفر ناغتس             | 26  | 22  | 18.0  | .470    | .276   | .720 | 2.3    | .6  | .5     | .7   | 5.2  |
| المسيرة |                        | 147 | 72  | 15.6  | .431    | .237   | .662 | 2.4    | .8  | .4     | .4   | 5.2  |

## روابط خارجية
- جاكر سامبسون على موقع الدوري الأوروبي لكرة السلة (الإنجليزية)
- جاكر سامبسون على موقع إن بي أي (الإنجليزية)
- جاكر سامبسون على موقع سبورتس رفرنس (الإنجليزية)
- جاكر سامبسون على موقع كرة السلة الأوروبية.كوم (الإنجليزية)
- جاكر سامبسون على موقع إي إس بي إن.كوم (الإنجليزية)
- جاكر سامبسون على موقع كلية كرة السلة في سبورتس رفرنس.كوم (الإنجليزية)
- جاكر سامبسون على موقع ريلجم (الإنجليزية)
- جاكر سامبسون على موقع بروبوليرز (الإنجليزية)
- جاكر سامبسون على موقع سبورتس رفرنس (الإنجليزية)
- جاكر سامبسون على موقع سبورتس رفرنس (الإنجليزية)